# Karl Kobelt

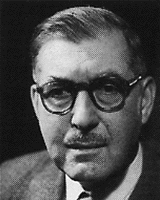
Karl Kobelt

Karl Kobelt (Marbach, 1 augustus 1891 – 6 januari 1968) was een Zwitsers politicus. 
Kobelt was van 1 juli 1936 tot 30 juni 1937 Landammann (regeringsleider) van het kanton Sankt Gallen. Op 10 december 1940 werd Kobelt in de Bondsraad gekozen. Op 31 december 1954 trad hij af. Tijdens zijn ambtsperiode stond hij aan het hoofd van het Departement van Militaire Zaken. Hij was dus minister van Defensie tijdens de Tweede Wereldoorlog (1939-1945).
In 1945 en in 1951 was hij vicepresident en in 1946 en 1952 was hij bondspresident.
Kobelt was lid van de Vrijzinnig-Democratische Partij (FDP).